# Санкт-Петербургский государственный химико-фармацевтический университет
Санкт-Петербургский государственный химико-фармацевтический университет, СПХФУ, разг. Химфарм — высшее учебное заведение, готовящее специалистов с фармацевтическим образованием, расположено на Аптекарском острове Петроградской стороны в Санкт-Петербурге.
Полное официальное наименование: Федеральное государственное бюджетное образовательное учреждение высшего образования «Санкт-Петербургский государственный химико-фармацевтический университет» Министерства здравоохранения Российской Федерации (ФГБОУ ВО СПХФУ Минздрава России).
Основное административное здание и лекционные аудитории располагаются на ул. Профессора Попова, д. 14. Лаборатории и корпус для практических занятий — на ул. Профессора Попова, д. 4/6 (угол с Аптекарским проспектом, 59°58′14″ с. ш. 30°19′06″ в. д.). Кафедра микробиологии и биотехнологии находятся на Казанской улице, д. 14 (59°55′54″ с. ш. 30°19′17″ в. д.). В посёлке Лемболово располагается питомник лекарственных растений.
При университете осуществляет образовательную деятельность фармацевтический техникум, расположенный по адресу Татарский переулок д. 12-14.

## История
22 октября 1919 года в Петрограде был основан Петроградский государственный химико-фармацевтический институт (ПХФИ). Открытие института стало итогом длительного пути борьбы отечественной фармации за право для провизоров на полноценное высшее образование. В тот день учредительное заседание временного совета ПХФИ приняло решение об открытии основных кафедр института и утвердило положение о вновь созданном высшем учебном заведении. В первый состав совета института входили выдающиеся деятели отечественной науки академики В. Л. Комаров, Л. А. Орбели, Г. А. Надсон. Реформатор фармацевтического образования профессор Александр Семёнович Гинзберг был единогласно избран первым директором института. Летом 1922 года состоялся первый выпуск специалистов. Пятерым выпускникам было присвоена степень кандидата наук.
8 сентября 1924 года институт реорганизован в химико-фармацевтический факультет Ленинградского государственного университета. 9 октября 1925 года этот факультет был передан 1-му Ленинградскому медицинскому институту, а 1 января 1937 года факультет выделили в самостоятельный Ленинградский фармацевтический институт (ЛФИ).
В 1945 году в ЛФИ организуется технологический факультет. В 1949 году институту присвоено наименование «Ленинградский химико-фармацевтический институт» (ЛХФИ), он специализирован как высшее учебное заведение для подготовки инженеров-химиков-технологов и инженеров-микробиологов для химико-фармацевтических заводов и заводов по производству антибиотиков.
В 1951 году в его состав вошел химико-фармацевтический НИИ на правах факультета (образован в 1947 году).

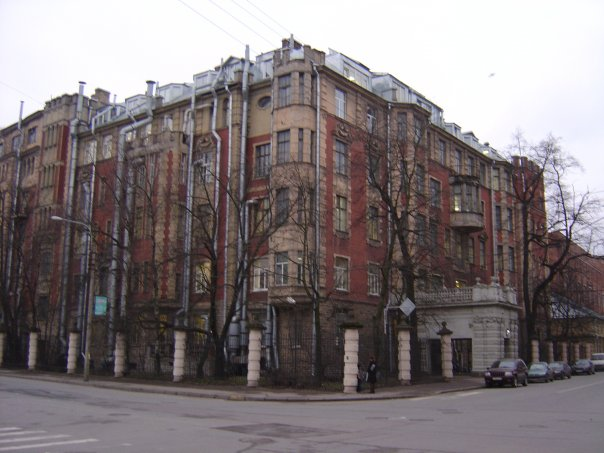
СПХФУ, лабораторный корпус на ул. Профессора Попова, 4/6

В 1952 году в институте организован отдел научно-исследовательских работ (ОНИР) для выполнения хоздоговорных научно-исследовательских работ. С сентября 1957 года в составе института имеется научно-исследовательская лаборатория лекарственных препаратов (НИЛ). В 1958 году открыто заочное отделение подготовки провизоров при фармацевтическом факультете. Через два года открывается факультет усовершенствования провизоров и инженерно-технических работников медицинской промышленности.
С января 1965 года институту предоставлено право принимать к защите докторские диссертации, присуждать учёную степень доктора фармацевтических, биологических, химических наук. В 1990 году ЛХФИ переименован в Санкт-Петербургский химико-фармацевтический институт (СПХФИ), а 24 апреля 1996 года СПХФИ переименован в Санкт-Петербургскую государственную химико-фармацевтическую академию (СПХФА). С 12 марта 2018 года Санкт-Петербургская государственная химико-фармацевтическая академия переименована в Санкт-Петербургский государственный химико-фармацевтический университет (СПХФУ).
В 2019 году Санкт-Петербургский государственный химико-фармацевтический университет отметил свое столетие.
В начале 2025 года университет отсудил почти 300 тыс. руб. с выпускницы 2023 года, которая по договору на целевое обучение обязалась после обучения заключить трудовой договор с филиалами Южного окружного медицинского центра в Ростове-на-Дону. Ей была предложена работа в оккупированном Россией украинском Мариуполе, куда выпускница ехать отказалась из-за «риска для жизни и здоровья».
Университет располагает 6 основными корпусами, а также учебно-научным корпусом на базе ООО "Научно-технологическая фармацевтическая фирма «ПОЛИСАН»

## История названий Санкт-Петербургского государственного химико-фармацевтического университета (СПХФУ)
С момента основания в 1919 году университет прошёл через несколько этапов переименований, отражающих его развитие и изменение статуса.
1. Петроградский химико-фармацевтический институт (ПХФИ) (1919) — университет был основан под этим названием как независимый институт, специализирующийся на подготовке специалистов для фармацевтической и химической промышленности.
2. Фармацевтический факультет в составе других университетов (1920-е) — в рамках образовательных реформ химико-фармацевтический институт вошёл в состав Ленинградского государственного университета, а позже — Ленинградского государственного медицинского института и Ленинградского химико-технологического института где функционировал в качестве факультета.
3. Ленинградский химико-фармацевтический институт (ЛХФИ) (1936) — после выделения в самостоятельное учебное заведение вуз стал известен под этим названием и оставался центральным фармацевтическим вузом Советского Союза в течение нескольких десятилетий.
4. Ленинградская химико-фармацевтическая академия (ЛХФА) — в рамках дальнейшего расширения и усиления научной и образовательной деятельности институту был присвоен статус академии, что подчеркнуло его высокий уровень подготовки и научного потенциала.
5. Санкт-Петербургская химико-фармацевтическая академия (СПХФА) — после переименования города институт получил название «Санкт-Петербургская химико-фармацевтическая академия», сохранив статус академии и продолжая расширять научные и образовательные программы.
6. Санкт-Петербургский государственный химико-фармацевтический университет (СПХФУ) (2018) — на современном этапе вуз получил статус университета, отражающий его значимость в научном и образовательном пространстве России и активное международное сотрудничество в фармацевтической и биотехнологической сфере.

### Ректоры СПХФА
- 1972—1986 — Н. П. Елинов, д.б.н., профессор, зав. кафедрой микробиологии, ученик миколога П. Н. Кашкина
- 1986—1992 — М. А. Балабудкин, д.т. н., профессор, зав. кафедрой прикладной механики
- 1992—2003 — Г. П. Яковлев, д.б.н., профессор, профессор кафедры фармакогнозии, ученик российского фармакогноста А. Ф. Гаммерман
- 2003—2010 — Н. Н. Карева, д.фарм.н., профессор, профессор кафедры Управления и экономики фармации (УЭФ)
- 2010 — н.в. — И. А. Наркевич, д.фарм.н., профессор, зав. кафедрой УЭФ

## Фармацевтический факультет
Готовит провизоров по специальностям «Фармация», «Товароведение», «Биология». Объектом профессиональной деятельности провизора являются лекарственные средства, применяемые для лечения заболеваний, диагностики, профилактики, реабилитации и гигиены. Выпускники факультета работают не только в аптеках, на фармацевтических предприятиях и аптечных складах, но и в контрольно-аналитических лабораториях и других химических лабораториях, связанных с химическим синтезом, анализом, исследованием лекарственных субстанций и готовых лекарственных средств.
Обучение на фармацевтическом факультете осуществляется только в дневной (очной) форме. Студенты дневной формы обучения проходят обучения на бюджетной или коммерческой основе.
Образовательные программы, реализуемые на факультете:

### Бакалавриат — срок обучения 4 года
- 06.03.01 «Биология», очная форма обучения

Профиль программы:
- «Фундаментальная и прикладная биология»

- 38.03.07 «Товароведение», очная форма обучения

Профиль программы:
- «Товароведение медицинских изделий и фармацевтических товаров»

### Специалитет — срок обучения 5 лет
- 33.05.01 «Фармация», очная форма обучения

### Ординатура — срок обучения 2 года
- 33.08.01 «Фармацевтическая технология», очная форма обучения
- 33.08.02 «Управление и экономика фармации», очная форма обучения
- 33.08.03 «Фармацевтическая химия и фармакогнозия», очная форма обучения

Декан факультета — к.фарм.н. Ладутько Юлия Михайловна (с 2015 года).

## Факультет промышленной технологии лекарств
Основан в 1945 году. Единственный в стране готовит инженеров-технологов для химико-фармацевтической промышленности по специализациям бакалавриата и магистратуры:
- 19.03.01 Биотехнология и 18.03.01 Химическая технология.

При подготовке по направлению Биотехнология студенты получают знания и навыки по следующим дисциплинам: «Биоинженерия», «Основы генетики и селекции микроорганизмов», «Промышленное культивирование биообъектов», «Биотехнология растительных тканей», «Наноматериалы в биотехнологии» и др.
Профессиональный цикл дисциплин по направлению Химическая технология включает следующие дисциплины: «Химическая технология лекарственных веществ и витаминов», «Технология готовых лекарственных средств», «Химия и технология фитопрепаратов», «Организация производства по GMP».
Срок подготовки по программе бакалавра на ФПТЛ составляет 4 года.
Обучение завершается защитой дипломного проекта или дипломной работы.
После получения степени бакалавра студенты могут углубить специализацию по профессиональному направлению, поступив в магистратуру, а также имеют возможность начать самостоятельную профессиональную деятельность.
В настоящее время реализуется ряд магистерских программ для очной формы обучения и магистерские программы для заочной формы обучения.

### Магистерские программы по направлению 18.04.01 Химическая технология, очная форма обучения
- Химическая технология лекарственных субстанций
- Промышленное производство и обеспечение качества лекарственных средств
- Процессы и аппараты фармацевтических производств
- Организация и управление фармацевтическим производством
- Разработка и технология лекарственных препаратов

### Магистерские программы по направлению 18.04.01 Химическая технология, заочная форма обучения
- Организация и управление фармацевтическим производством

### Магистерские программы по направлению 19.04.01 Биотехнология, очная форма обучения
- Организация и управление биотехнологическим производством
- Промышленная биотехнология и биоинженерия
- Производство иммунобиологических препаратов
- Биоинженерия и биомедицина

### Магистерские программы по направлению 19.04.01 Биотехнология, заочная форма обучения
- Организация и управление биотехнологическим производством
- Производство иммунобиологических препаратов

Срок обучения в магистратуре по очной форме составляет 2 года, по заочной форме — 2,5 года.
В 2012 году на факультете состоялось открытие кафедры технологии рекомбинантных белков при поддержке компании BIOCAD В задачи кафедры входят исследование и разработка лекарственных препаратов на основе моноклональных антител.
Декан факультета — к. фарм. н. Куваева Елена Владимировна (с июля 2022 года).

## Фармацевтический техникум
В декабре 1919 года по предложению профсоюза аптечных работников в структуре Института начинает создаваться фармацевтическая школа с двухлетним курсом обучения для подготовки работников аптек средней квалификации и техников для фармацевтических заводов.
5-го января 1920 года (понедельник), в номере № 3 (495) на странице 2 в разделе «Учебная жизнь», газеты «Известия» Петроградского Совета Рабочих и Красноармейских Депутатов появилась заметка «Профес. фармацевтич. школа открывается в янв. при химико-фармацевтическом институте на Аптекарском острове (Аптекарский пр., уг. Песочной улицы, дом 6/4). Курс 2-х годичный. Школа имеет целью создавать фармацевтов химиков-техников и опытных садоводов по культуре лекарственных растений. Поступать в школу могут лица не моложе 16 лет и не старше 40, независимо от их знаний и подготовки. Занятия предполагаются вечерние от 4-10 ч., а по желанию учащихся могут быть и утренние. Прием заявлений происходит ежедневно, кроме праздников, от 5-7 ч. в. в канцелярии химико-фармацевтического института. К заявлению должны быть приложены документы: выписка из домовой книги или метрическое свидетельство (или заверенная копия с последнего). Жизнеописание (краткое, с указанием места службы, должности, оклада жалования). Две заверенные домкомбедом фотографические карточки. Если имеется, какое-либо свидетельство о полученном образовании (можно заверенную копию). Активно работающим воспитанникам будет выдаваться социальное обеспечение в размере прожиточного минимума.»
Официальным днём создания считается — 20 января 1920 года и согласно приказу отдела высших учебных заведений Наркомпроса РСФСР в Петроградском химико-фармацевтическом институте была открыта профессионально-фармацевтическая школа с двухлетним сроком обучения.
Инициаторами и организаторами создания школы были магистр фармации Брунс Г. В. и профессор химии Гинзберг Александр Семёнович — в то время директор фармацевтического института. Директором школы был назначен деятель профессионального движения фармацевтов В. Н. Архангелов.
В 1924 году школа, выйдя из состава химико-фармацевтического института, получила статус самостоятельного среднего специального учебного заведения.
В 1927 году техникум переехал в совершенно неприспособленное под учебное заведение здание на Татарском пер., д.12-14. Коллективу техникума пришлось приложить немало сил и энергии для создания хорошо оснащённой базы для подготовки специалистов. До этого в зданиях располагался доходный дом личного почётного гражданина А. М. Любарского (архитекторы: д.12 — К. В. Бальди, 1901 год постройки; д.14 — И. Б. Михайловский, А. К. Голосуев, 1904 год постройки). В разное время, начиная с 1880-х в зданиях и на территории двора техникума располагались завод «Сила и Свет» А. Г. Щавинского занимавшийся медно-бронзовой и стальной отливкой, меднолитейный завод «Бюрен и К», деревообделочный завод Любарских, после 1917 года — государственный металлический завод «Якорь». До революции часть помещений техникума занимало реальное училище А. С. Черняева, в число преподавателей и лекторов входили лучшие учёные и педагоги города, профессора и приват-доценты ряда институтов и университета. В 1926—1927 годах здании на Татарском, д. 12, располагались учебно-производственные мастерские Техникума индустриального земледелия.
С 1931 по 1939 годы в школе работало вечернее отделение. Специальность фармацевта можно было получить, закончив вечернее отделение и в 1956, 1957, 1963 и 1965 годах. В 1927—1935 годы при школе функционировали курсы усовершенствования и повышения квалификации фармацевтов. В те же годы, 1930—1935 г., школа готовила военных дезинфекторов.
С сентября по декабрь 1942 года работала специальная группа — усовершенствования военных фармацевтов, которую закончили 33 человека. В суровые блокадные годы занятия в училище не прекращались. Несмотря на исключительно трудные условия жизни, холод, практически постоянные бомбардировки и артиллерийские обстрелы, училище продолжало готовить специалистов. В 1941—1944 годах для Ленинградского фронта и блокадного города было подготовлено 187 фармацевтов. Подготовка специалистов велась по сокращенной программе.
С 1965 года в соответствии с приказом Министерства высшего и среднего образования и Министерства Здравоохранения СССР училище становится базовым по подготовке иностранных учащихся для стран Азии, Африки и Латинской Америки. Подготовлено свыше 150 специалистов-фармацевтов для работы в 33 странах.
В 1979 году училище приказом МЗ РСФСР было назначено базовым училищем по подготовке фармацевтических кадров. Как базовое училище курировало работу 18 фармацевтических училищ и 25 фармацевтических отделений при медицинских училищах РСФСР.
В 1984 году при училище были организованы курсы повышения квалификации фармацевтов Ленинграда и Ленинградской области. С 1989/90 учебного года начали работу кабинет физико-химических методов анализа и компьютерный класс. Основанная в 1936 году библиотека имеет общий фонд свыше 87 тыс. томов учебной, научной и художественной литературы.
За годы существования учреждение неоднократно меняло свое название:
- 1920-21, 1923-25, 1936-54 гг. — фармацевтическая школа,
- 1921-23, 1925-36 гг. фармацевтический техникум,
- 1954-92 гг. фармацевтическое училище,
- 1992—2010 гг. фармацевтический колледж,
- 2010—2012 гг. фармацевтический техникум.

С 01.02.2012 Фармацевтический техникум является структурным подразделением ФГБОУ ВО «Санкт-Петербургский государственный химико-фармацевтический университет» Министерства здравоохранения Российской Федерации.

### Директора учебного заведения
- Архангелов В. Н. (1920—1929)
- Шулятев А. М. (1929—1933)
- Бенераф Марк Григорьевич (1933—1942)
- Нодельман Матвей Акимович (1942—1965)
- Бирюкова Людмила Александровна (1965—1982)
- Константинова Ирина Владимировна (1982—1987)
- Синёв Дмитрий Николаевич (1987—1993)
- Матвеева Алла Максимовна (1993—2001)
- Купцова Наталья Николаевна (2002—2012)
- Коптева Марина Александровна (2012—2018)
- Кочанова Ирина Александровна (2018—2022)
- Лисицкий Дмитрий Сергеевич (с 2022)[11]

В разные годы в техникуме работали высококвалифицированные преподаватели. Лекции по фармакогнозии читал профессор Гинзберг А. С., практические занятия по предмету вела профессор Гаммерман А. Ф. Долгие годы в техникуме преподавали фармакогнозию Шупинская М. Д. и кандидат фармацевтических наук Карпович В. Н. — авторы учебников по фармакогнозии, выдержавшего несколько изданий. Преподавал фармакогнозию также и профессор Муравьев И. А., фармакологию читал академик Аничков С. В., а микробиологию — профессор Борисов Л. Б. Занятия по технологии лекарств вел Розенцвейг П. Е.
Профессорско-преподавательский состав состоит из 45 штатных преподавателей. Преподаватели имеют специальное профильное образование (учителя, педагоги или провизоры), многолетний опыт педагогической работы. Каждые 3 года преподаватели повышают свою квалификацию в СПХФУ или стажируются в лучших аптеках города. Таким образом, они привносят свой практический опыт, добавляя его к теоретической специализации.
В настоящее время фармацевтический техникум одно из крупнейших учебных заведений по подготовке фармацевтов на территории Российской Федерации. Контингент студентов составляет около 800 человек. Подготовка ведётся по специальности 33.02.01 «Фармация» в соответствии с ФГОС СПО, квалификация подготовки — фармацевт (базовый уровень подготовки) на базе среднего общего образования и на базе медицинского образования. Техникум имеет 30 учебных помещений, в которых оборудованы: производственная аптека, химические лаборатории и другие кабинеты и лаборатории, позволяющие обеспечивать выполнение учебных программ. Имеются два компьютерных класса, библиотека, физкультурный зал, актовый зал и столовая. В техникуме преподаются гуманитарные, общеобразовательные и общепрофессиональные дисциплины, специальные дисциплины — фармакология, организация деятельности аптеки, отпуск лекарственных препаратов, фармакогнозия, технология лекарств и фармацевтическая химия. Теоретические знания студенты закрепляют в период производственной и преддипломной практик, которая проходит на базах лучших аптек города Санкт-Петербурга и Ленинградской области различных форм собственности. Выпускники техникума широко востребованы на российском фармацевтическом рынке. Ежегодно техникум выпускает около 250 специалистов.

## Центр повышения квалификации специалистов
Осуществляет свою работу по повышению квалификации на основании лицензии на право ведения образовательной деятельности № 2760 от 12.07.2018, серия 90Л01 № 0009858.
Центр реализует более 150 образовательных программ:
- курсы для провизоров и фармацевтов,
- обучение в рамках Непрерывного медицинского и фармацевтического образования (НМФО),
- повышение квалификации и стажировки для специалистов фармацевтических предприятий.

Директор Центра повышения квалификации специалистов — к.фарм.н. Светлана Владимировна Синотова.

## Другие структурные подразделения
При Университете имеется питомник лекарственных растений в поселке Лемболово. В питомнике проводится большая работа по интродукции лекарственных растений из различных климатических зон. На коллекционном участке выращивается более 400 видов лекарственных растений. Питомник является основной базой учебной практики студентов фармацевтического факультета по ботанике и фармакогнозии.
К структурным подразделениям Университета также относятся: патентно-лицензионный отдел, интернет-центр, центр экспертизы программных средств и баз данных, используемых в системе Минздрава России на базе СПХФУ, издательство СПХФУ.
Университет осуществляет подготовку специалистов для зарубежных стран по специальности фармация. Также иностранные граждане могут обучаться в аспирантуре и пройти научную стажировку.

## Студенческий спорт
Вуз является участником чемпионатов в рамках розыгрыша Кубка Вузов.